# Национальный музей Республики Северная Осетия — Алания
Национальный музей Республики Северная Осетия-Алания (НМ РСО-А) — ведущий музейно-выставочный и научно-исследовательский центр РСО-Алания. Головное здание расположено в бывшем особняке купца Ходякова во Владикавказе, на проспекте Мира, д. 11. Открыт в 1893 году.

## История
Терский областной музей основан в 1893 году по инициативе Терского статистического комитета, бывшего в ту пору средоточением оживленной археологической деятельности в связи с обнаружением знаменитого кобанского могильника с уникальными бронзовыми предметами, которые составили основу музейной коллекции. Позже коллекция стала принадлежать Краеведческому музею. Музей был открыт в помещении областного статистического комитета, на пожертвования, собранные по подписке. В 1907 году для музея было построено специальное здание, но оно не сохранилось. В 1911 году музей передан в ведение Терского казачьего войска. В 1920—1926 годах он находился в ведении Северо-Кавказского института краеведения.
За время существования музея он неоднократно менял адрес, и в настоящее время расположен в приспособленном под музей двухэтажном особняке крупного предпринимателя Ходякова, построенном в начале XX века. С 1991 года в связи с аварией отопительной системы здания, постоянная экспозиция прекратилась. В 2020 году музей открылся после длительной реконструкции, которая длилась с конца 1980-х гг. После реконструкции там появились выставочные и экспозиционные площади, реставрационные мастерские и служебные помещения. Созданы фондохранилища, оснащенные необходимым оборудованием и устройствами для создания оптимального режима хранения экспонатов.

## Названия
- 1893—1911: Естественно-исторический музей[3]
- 1911—1918: Терский областной музей
- 1918—1920: Дом науки и краеведения[4]
- 1920—1928: Научный музей Владикавказа
- 1928—1930: Исторический музей
- 1930—1936: Северо-Осетинский областной краеведческий музей
- 1936—1979: Республиканский музей краеведения Северо-Осетинской АССР
- 1979—2008: Северо-Осетинский объединённый музей истории, архитектуры и литературы
- 2008—н. в.: Национальный музей Республики Северная Осетия-Алания

## Фонды

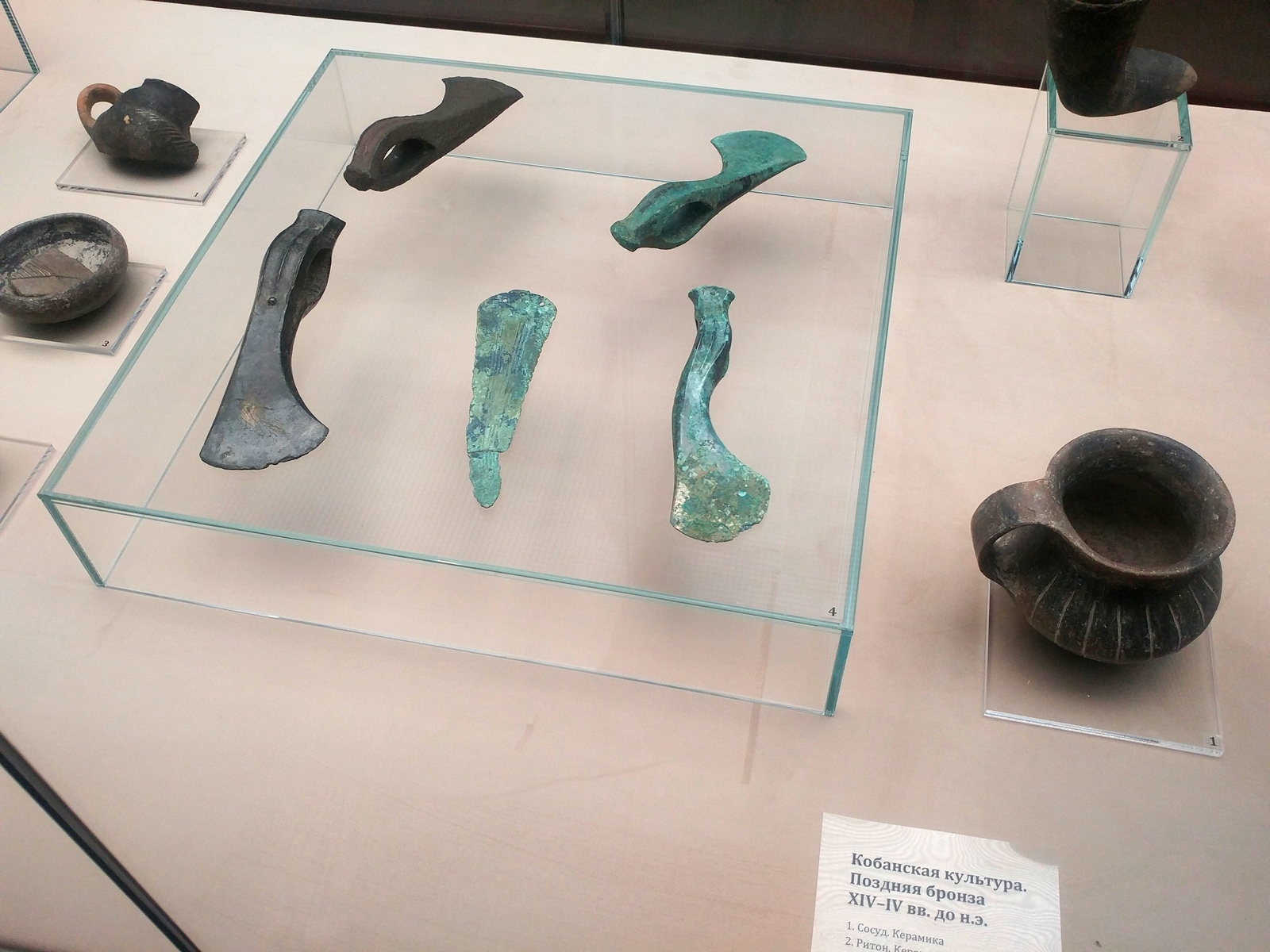
Экспонаты, относящиеся к Кобанской культуре из собрания музея, XIV—IV вв. до н. э.

Фонды музея насчитывают свыше 5000 единиц хранения, из них около 1500 предметов основного фонда.
Коллекции основного фонда:
- «Аланы»
- «Даргавсский некрополь»
- «Кобанская культура»
- «Скифская культура»
- «Северокавказская культура»
- «Оружие»
- «Фотография»

Коллекции филиалов:
- Палеонтология — 87 ед.
- Энтомология — 2000 ед.
- Зоология (в том числе коллекция чучел начала XX века) — 306 ед.
- Нумизматика

## Филиалы

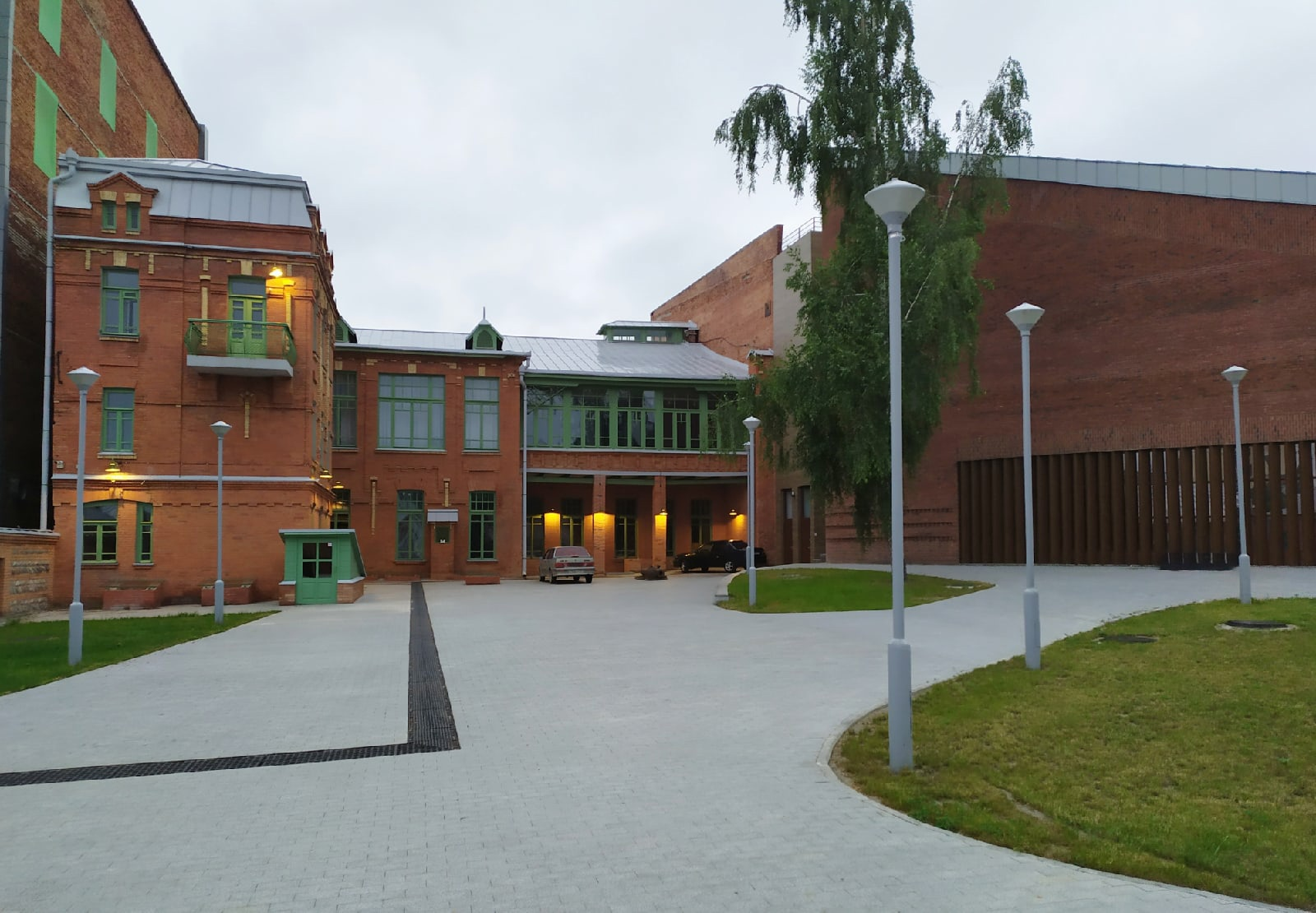
Внутренний двор

- Выставочный зал (здание бывшей табачной фабрики Б. С. Вахтангова) на ул. Максима Горького, д. № 8.
- Отдел природы (ул. Ленина, 19)
- Музей осетинского языка и литературы им. К. Л. Хетагурова (Музейный переулок, д. 3)
- Мемориальный Дом-музей Коста Хетагурова (ул. Бутырина, 19)
- Мемориальный Дом-музей И. А. Плиева (ул. Бородинская, д. 7)
- Музей истории г. Владикавказ (угол ул. Кирова, 61 и Революции, 50)
- Мемориальный Дом-музей Г. Цаголова (г. Дигора, ул. Акоева, д. 35)
- Ардонский музей народного образования (г. Ардон, ул. Ленина, д. 118)
- Моздокский музей краеведения (г. Моздок, ул. Кирова, д. 22)
- Музей «Защитников Суарского ущелья» (с. Майрамадаг, ул. Хуцишвили, д. 24))
- Архитектурно-этнографический комплекс «Город мёртвых» (с. Даргавс)
- Мемориальный Дом-музей Коста Хетагурова (с. Нар)
- Мемориальный Дом-музей С. Д. и Х. Д. Мамсуровых (с. Ольгинское, ул. Кирова, 77)

### Видео
- 110 лет первой экспозиции // Иринформ (30.10.2017)
- Во Владикавказе после реконструкции открылся Национальный музей // ГТРК Алания (09.09.2020)
- Национальный музей Алании. Вчера, сегодня, завтра // 15-й РЕГИОН (27.01.2024)